# عروض شبكة امباكت بلس الشهرية الحصرية
عروض شبكة امباكت بلس الشهرية الحصرية عبارة عن سلسلة من عروض المصارعة المحترفة المباشرة التي تنظمها شركة توتال نون ستوب اكشن وتبث حصريًا على شبكة امباكت بلس العالمية للبث المباشر. في 28 أبريل 2019، خلال عرض الدفع مقابل المشاهدة الذي كان تحت اسم ريبليون، أعلنت الشركة عن إطلاق الخدمة الجديدة امباكت بلس وذلك لتحل محل خدمة البث السابقة جلوبال ريسلينج نتورك Global Wrestling Network . كجزء من التغيير، أعلنت الشركة أنها ستحتفظ بعروض شهرية مباشرة ستذاع حصريًا على الشبكة. حلت هذه الأحداث محل العروض الشهرية السابقة الخاصة التي كانت تعرف بالـ عروض الون نايت اونلي والتي كان يتم بثها بنظام الدفع لكل عرض.

## كود رد
عرض كود رد بالإنجليزية Code Red والذي يعني بالعربية الكود الاحمر وهو حدث مصارعة محترفة تم إنتاجه بواسطة والترويج له بواسطة شركة تي ان ايه بالتعاون مع اتحاد بيت المجد HOG ليتم بثه حصريًا على شبكة Impact Plus .
| ترتيب المباراة         | النتائج | نوع المباراة | الوقت الذي استغرقته المباراة |
| ---------------------- | --- | --- | ---------------------------- |
| 1                      | ريتش سوان يهزم ايس أوستن وإيفاندر جيمس (مع ماثيو ريان شابيرو) ومانتيكيلا وسمايلي وتري ميغيل                                                  | مباراة قاتلة سداسية إذا تم تثبيت ريتش سوان أو إخضاعه يخسر لقب الاكس دفجن واذا تم تثبيت او اخضاع مانتيكيلا يخسر لقب هاوس اوف جلوري جولاري كروان | 10:30                        |
| 2                      | انتوني جانجون (ب) هزم كين برودواي وموس | مباراة التهديد الثلاثي للحفاظ علي بطولة هاوس اوف جلوري للوزن الثقيل                                                                            | 09:04                        |
| 3                      | فريق الشمال (إيثان بيج وجوش ألكساندر) يهزمون فريق الراكالز (ديزموند كزافييه وزاكاري وينتز)                                                   | مباراة فرق | 09:27                        |
| 4                      | فريق تيسا بلانشارد وفيوليت يهزمن فريق سكارليت بوردو وسونيا سترونغ                                                                            | مباراة فرق | 12:00                        |
| 5                      | مايكل الجين يهزم ويلي ماك | مباراة فردية | 15:55                        |
| 6                      | فريق جوني إمباكت وتايا فالكيري (برفقة / جون برافو) يهزمون فريق أليشا وإدي إدواردز                                                            | مباراة فرق مخطلطة | 12:25                        |
| 7                      | فريق ال ايه اكس (أورتيز وسانتانا) (ب) يهزمون فريق أوهايو مقابل كل شيء (ديف كريست وجيك كريست) ونيويورك وريكينغ كرو (كريس سيتون وسموث بلاكمون) | مباراة فرق تهديد ثلاثي للحفاظ علي بطولة الفرق                                                                                                  | 12:35                        |
| الحدث الرئيسي          | سامي كاليهان يهزم تومي دريمر | مباراة هاردكور | 14:24                        |
| - (ب) - تشير إلى البطل | | |                              |

## ا نايت يو كانت ميست
عرض ا نايت يو كانت ميست بالإنجليزية A Night You Can't Mist والتي تعني بالعربية ليلة لا يمكنك ان تغشاها وهو عرض مصارعة محترفين مباشر أنتجته وروجت له شركة توتال نون ستوب اكشن ريسلينغ بالتعاون مع اتحاد بيت الهاردكور ليتم بثه حصريًا على شبكة Impact Plus 
| ترتيب المباراة         | النتائج | نوع المباراة                                               | الوقت الذي استغرقته المباراة |
| ---------------------- | --- | ---------------------------------------------------------- | ---------------------------- |
| 1                      | فريق الرازكيلز (ديزموند كزافييه، وتري ميغيل، وزاكاري وينتز) يزمون فريق أوهايو مقابل كل شيء (ديف كريست، وجيك كريست، ومادمان فولتون) | مباراة فرق ستة رجال                                        | 08:01                        |
| 2                      | موس هزم لوتشاسوروس | مباراة فردية                                               | 09:54                        |
| 3                      | جويدو ماريتاو يهزم كلايتون غينز (مع مونيه دوبري ومونيك دوبري)                                                                      | مباراة الفردي                                              | 08:52                        |
| 4                      | تايا فالكيري (ب)(مع جون إي برافو) تهزم جوردين جريس                                                                                 | مباراة فردية للحفاظ علي بطولة النوك اوتس                   | 11:02                        |
| 5                      | ويلي ماك (ب) يهزم ريتش سوان و تيدي هارت                                                                                            | مباراة تهديد الثلاثي للحفاظ علي بطولة HOH تويتش للتلفيزيون | 11:14                        |
| 6                      | سامي كاليهان يهزم إدي إدواردز | مباراة فيلي قتال شوارع                                     | 17:11                        |
| الحدث الرئيسي          | فريق غريت موتا و تومي دريمر يهزم فريق جوني إمباكت ومايكل إلجين (مع جون برافو وتايا فالكيري)                                        | مباراة فرق                                                 | 20:02                        |
| - (ب) - تشير إلى البطل | |                                                            |                              |

## باش ات ذا بروري
عرض باش ات ذا بروري بالإنجليزية Bash at the Brewery والذي يعني بالعربية سحق في مصنع البيرة وهو عرض مصارعة محترف مباشر أنتجته وروجت له شركة Impact Wrestling بالتعاون مع اتحاد River City Wrestling ليتم بثه حصريًا على شبكة Impact Plus .
| ترتيب المباراة         | النتائج                                                                                                   | نوع المباراة                                   | الوقت الذي استغرقته المباراة |
| ---------------------- | --- | ---------------------------------------------- | ---------------------------- |
| 1                      | فريق الراكالز (ديزموند كزافييه وتري ميغيل وزاكاري وينتز) يهزم فريق آندي دالتون وماثيو بالمر وستيف أو رينو | مباراة فرق ستة رجال                            | 06:34                        |
| 2                      | فلاح باه (ب) يهزم أنتوني أندروز (مع براندون أوليفر)                                                       | مباراة فردية للحفاظ علي بطولة RCW للوزن الثقيل | 07:27                        |
| 3                      | ف جوردين جريس تهزم هافوك (برفقة / سو يونج) بالابطال                                                       | مباراة فردية                                   | 04:33                        |
| 4                      | فريق جوردان جريس وروزماري يهزم فريق هافوك وسو يونج                                                        | مباراة فرق نوك اوتس                            | 06:14                        |
| 5                      | ريتش سوان وتيسا بلانشارد وويلي ماك يهزمون فريق أوهايو مقابل كل شيء (ديف كريست وجيك كريست ومادمان فولتون)  | مباراة فرق ستة أشخاص                           | 12:09                        |
| 6                      | مايكل الجين يهزم إدي إدواردز وموس                                                                         | مباراة تهديد ثلاثي                             | 12:19                        |
| 7                      | فريق الشمال (إيثان بيج وجوش ألكساندر) يهزم فريق ال ايه اكس (أورتيز وسانتانا) (ب)                          | مباراة فرق للفوز بلقب الفرق                    | 16:51                        |
| الحدث الرئيسي          | روب فان دام يهزم سامي كالهان                                                                              | مباراة الفردي                                  | 13:37                        |
| - (ب) - يشير إلى البطل | |                                                |                              |

## ان بريكابول
عرض ان بريك ابول بالإنجليزية unbreakable والذي يعني بالعربية غير قابل للكسر وهو النسخة الثانية من عرض ان بريك ابول حيث كانت النسخة الاولي من العرض في 2005 وهو عرض مصارعة محترف مباشر أنتجته وروجت له شركة Impact Wrestling ليتم بثه حصريًا على شبكة Impact Plus
| ترتيب المباراة         | النتائج | نوع المباراة                                          | الوقت الذي استغرقته المباراة |
| ---------------------- | --- | ----------------------------------------------------- | ---------------------------- |
| 1                      | فريق ببراي (بيتر افلون وراي روزاس) يهزما فريق كريس باي وواتس                                                             | مباراة فرق                                            | 07:29                        |
| 2                      | جيك كريست (ب) يهزم ايس اوستن وادريان كويست و تري وداني ليم لايت                                                          | مباراة قاتلة خماسية للحفاظ علي بطولة الاكس دفجن       | 09:52                        |
| 3                      | ماديسون راين تهزم ايوكا موهارا                                                                                           | مباراة فردية                                          | 05:12                        |
| 4                      | مايكل الجين يهزم ايدي ادواردز                                                                                            | مباراة فردية                                          | 16:50                        |
| 5                      | جوردين جريس وبيتي واليامز وسكوت ستاينر يهزمون فريق جينتيل مان جيفريس وريان تايلور وديكي ماير                             | مباراة فرق من ست اشخاص                                | 11:37                        |
| 6                      | هافوك تهزم تايا فالكيري (ب) (برفقة / جون برافو) بالعد الخارجي                                                            | مباراة فردية للحفاظ علي لقب النوك اوتس                | 08:56                        |
| 7                      | راينو يهزم موس | مباراة فردية                                          | 10:56                        |
| 8                      | فريق الشمال (ايثان بيج وجوش ألكسندر) (ب) يهزمان فريق رينو سكوم (أدم ثورنستيو ولاستير ذا ليجند) وفريق ريتش سوان وويلي ماك | مباراة فرق تهديد ثلاثي للحفاظ علي لقب الفرق           | 12:03                        |
| الحدث الرئيسي          | سامي كاليهان يهزم تيسا بلانشيرد                                                                                          | الفائز يصبح المتحدي الأول علي لقب العالم للوزن الثقيل | 17:45                        |
| - (ب) - تشير إلى البطل | |                                                       |                              |

## فيكتوري رود
عرض فيكتوري رود بالإنجليزية Victory Road والذي يعني بالعربية طريق النصر هو عرض مصارعة محترف مباشر أنتجته وروجت له شركة أمباكت ريسلينج بالتعاون مع اتحاد World Class Revolution ليتم بثه حصريًا على شبكة Impact Plus
| ترتيب المباراة         | النتائج                                                                         | نوع المباراة                             | الوقت الذي استغرقته المباراة |
| ---------------------- | ------------------------------------------------------------------------------- | ---------------------------------------- | ---------------------------- |
| 1                      | فريق الشمال (ايثان بيج وجوش ألكسندر) (ب) يهزمان فريق فويغو ديل سول وريترو راندي | مباراة فرق للحفاظ علي لقب الفرق          | 13:44                        |
| 2                      | كيرا هوجان تهزم ديزي ديراتا                                                     | مباراة فردية                             | 08:30                        |
| 3                      | سامي كاليهان يهزم هُوك                                                           | مباراة فردية                             | 09:02                        |
| 4                      | ام في بي يهزم تشافو جاريرو جونيور (ب)                                           | مباراة فردية للفوز بلقب WCR للوزن الثقيل | 13:42                        |
| 5                      | تايا فالكيري (ب) تهزم روزماري                                                   | مباراة فردية للحفاظ علي لقب النوك اوتس   | 08:04                        |
| 6                      | موس يهزم ستيفن بونار                                                            | مباراة فردية                             | 10:03                        |
| 7                      | ايدي ادواردز يهزم روهيت راجو (برفقة / ماهابالي شيرا) بالتجريد من الاهلية الـDQ  | مباراة فردية                             | 03:26                        |
| 8                      | براين كيدج وايدي ادواردز يهزمان فريق ديس هيتي سكواد (ماهابالي شيرا وروهيت راجو) | مباراة فرق                               | 06:34                        |
| الحدث الرئيسي          | مايكل الجين يهزم تي جي بي                                                       | مباراة فردية                             | 17:06                        |
| - (ب) - تشير إلى البطل |                                                                                 |                                          |                              |

## بريليد تو جلوري
عرض بريليد تو جلوري بالإنجليزية prelude to glory والذي يعني بالعربية مقدمة هو عرض مصارعة محترف مباشر أنتجته وروجت له شركة أمباكت ريسلينج ليتم بثه حصريًا على شبكة Impact Plus .